# ウィーン体制

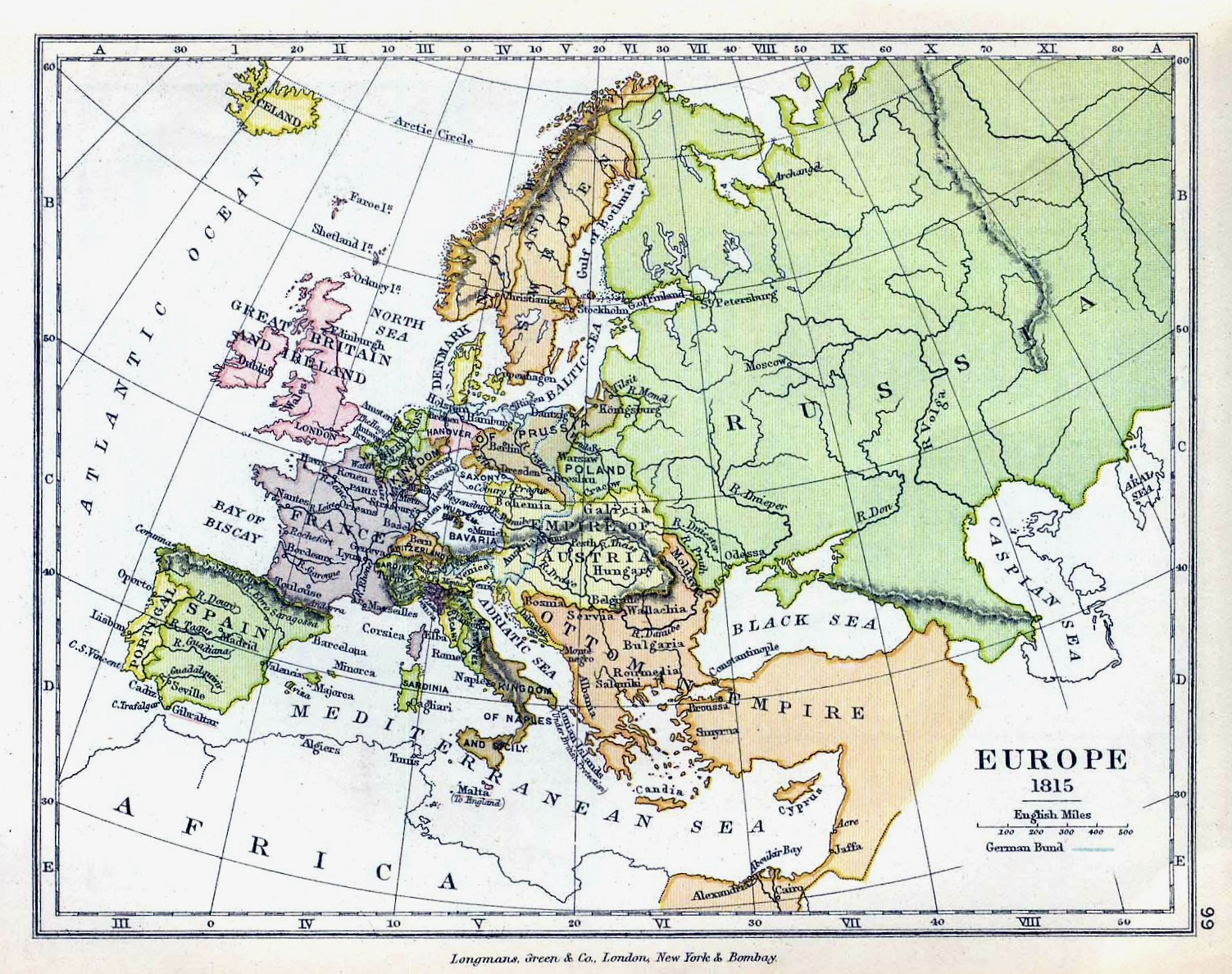
ウィーン体制下（1815年）のヨーロッパ

ウィーン体制（ウィーンたいせい、英語: Vienna system, Vienna Settlement）は、ウィーン会議（1814 - 1815年）以後のヨーロッパの国際秩序である。1848年革命を経てクリミア戦争（1853年 - 1856年）によって完全に崩壊するまで続いた国際的体制であった。自由主義やナショナリズムと対立した。
ウィーン会議でフランス首相タレーランの主張した正統主義を基に、フランス革命とナポレオン戦争で荒廃・混乱したヨーロッパを、それ以前の状態に復活させることにより大国の勢力均衡を図った。キリスト教の理念に基づく神聖同盟やフランスを牽制する四国同盟（のち王政復古を果たしたフランスも加入が認められて五国同盟となる）など、従来の君主制に立脚する列強を中心に自由主義・国民主義運動を抑圧した。一方で、その基本理念はヨーロッパの協調にあり、国家間の諸問題の解決に外交努力を惜しまなかったことから、歴史的にみても比較的長期（見方によっては第一次世界大戦まで）の安定をヨーロッパにもたらした。
しかし、産業革命による市民生活の発展や大国間の利害関係の複雑化、あるいは1830年前後のギリシア独立戦争・フランス7月革命などの動揺などから次第に枠組みが揺らぎ始め、1848年革命の波及により大国の被支配地域を中心にナショナリズムが先鋭化すると自由主義・国民主義を抑圧する機能が維持できなくなった。そして体制を支えていた同盟国同士が自国の利益のみを追求するようになると列強間の平和維持の役割も果たせなくなったため、英露対立やフランス第二帝政の成立などを背景とするクリミア戦争を回避することができず、最終的に体制は崩壊した。